# Sterkedrank in Portugal
De sterkedrank in Portugal (Portugees: Aguardente, afgeleid van água ardente, vertaald: vurig water) omvat alcoholische dranken, meestal gedistilleerde dranken uit wijn, in Portugal. Het alcoholpercentage is wettelijk begrensd op 78%. De kleur kan gaan van helder en kleurloos tot lichtbruin, afhankelijk van de rijping op vat. 

## Aguardente Vínica
Voor de productie van port moet er gebruikgemaakt worden van brandewijn. Het is dus niet verwonderlijk dat er in Portugal een lange traditie van het distilleren van wijnen bestaat. Het grootste gedeelte daarvan wordt voor de productie van port gebruikt. 
Enkele regio's staan ook bekend om hun goede brandewijnen: 
Lourinhã staat bekend om zijn lichte witte wijnen, met een alcoholpercentage van 10%. Deze zijn uitstekend te distilleren. Vroeger werd de wijn dubbel gedistilleerd met koperen ketels, maar tegenwoordig wordt er bijna overal continu gedistilleerd. In 1992 verkreeg deze regio het statuut van DOC. Naast Cognac, Armagnac en Brandy de Jerez is dit het vierde erkende wijngebied voor de productie van brandewijn. 
In Vinho Verde worden de beste oogsten gebruikt voor het stoken van brandewijn. Sinds 1984 is deze officieel erkend. De beste brandewijnen zijn dubbel gedistilleerd. Hierna wordt de drank op eiken- of kastanjehouten vaten gelegd. Aguardente Vínica wordt minstens zes maanden gelagerd, Aguardente (Vínica) Velha minstens een jaar. Maar de beste merken rijpen nog veel langer.
Een paar van de bekendste producenten zijn Cavipor, Quinta do Tamariz, Ferreirinha, Casa d'Avelleda, Vinhos Campelo en José Maria da Fonseca.

## Aguardente Bagaceira
Op het Portugese platteland wordt de aguardente door de plaatselijke bevolking traditioneel gestookt uit de resten die overblijven nadat er wijn is gemaakt, de Aguardente Bagaceira. De grondstoffen worden in een ketel boven een vuurtje gedistilleerd. Een lange buis loopt door een grote bak met warm water en het eindproduct druppelt uit de buis in een kan. Het geheel is een soort van alambiek. In tegenstelling tot het stoken van eau de vie in Frankrijk, waar een vergunningenstelsel is bedacht om op langere termijn een einde te maken aan het thuisstoken, wordt in Portugal deze praktijk nog steeds oogluikend toegestaan.